# Programa (folleto)

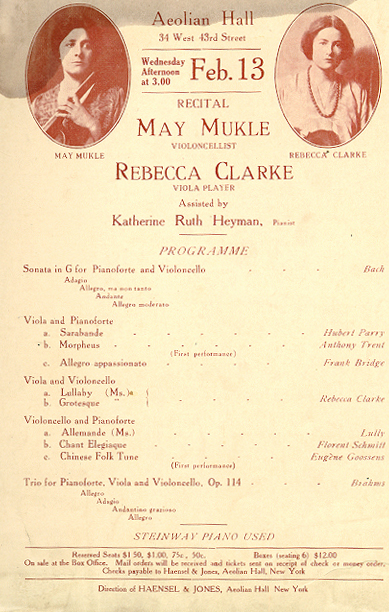
Programa de un recital musical de 1917.

Un programa es un folleto proporcionado por el patrocinador para suministrar información sobre un evento en directo, como puede ser una actuación teatral, un concierto, un festival, un evento deportivo, o cualquier otro tipo de actuación. Es un panfleto impreso que resume las partes del evento indicando su orden, los intérpretes principales e información sobre el contexto. Suele ser proporcionado gratuitamente por los organizadores del evento, o en algunas ocasiones puede pagarse un pequeño cargo por él.

## Historia
En las representaciones de un teatro, opera, o concierto se suele dar a la entrada al recinto o sala. El programa generalmente contiene fotos de la producción, una lista del elenco, biografías de los actores y personal de producción que intervienen, el nombre del local, información aclaratoria, y puede incluso contener anuncios publicitarios. Por ejemplo, el programa de la producción original de El hombre de La Mancha contenía artículos sobre como se había realizado la producción. Los primeros programas de teatro modernos fueron emitidos a mediados del siglo XIX en formato de revista. Los folletos iniciales eran básicos, con solo las suficientes páginas para indicar los miembros del reparto e información sobre el local de actuación y las escenas. Tenían normalmente cuatro páginas: La portada anunciando el espectáculo, la contraportada mostrando la distribución del teatro, y las dos páginas interiores que listaban todos los créditos.